# Kristine DeBell
Kristine DeBell (Chatham, 10 dicembre 1954) è un'attrice statunitense.

## Biografia
Nata a Chatham, New York, DeBell ha iniziato la sua carriera come modella con "Ford Models". Successivamente è passata alla recitazione, debuttando come protagonista della commedia musicale erotica del 1976 Alice nel paese delle pornomeraviglie all'età di 21 anni.
Era sulla copertina di Playboy dell'aprile 1976, fotografata da Suze Randall. È apparsa anche nel classico pittorico di Helmut Newton di Playboy dell'agosto 1976 "200 Motels, or How I Spent My Summer Vacation", da cui 11 stampe originali sono state vendute alle aste degli archivi di Playboy da Butterfields nel 2002 per 21.075 dollari, e tre di Christie's nel dicembre 2003 per 26.290 dollari. 
Successivamente, è passata al cinema e alla televisione mainstream. I suoi ruoli cinematografici più importanti includevano l'interpretazione di AL, un consigliere del campo, al fianco di Bill Murray, nella commedia Meatballs (1979) e la fidanzata di Jackie Chan in The Big Brawl (1980). È apparsa in numerosi episodi televisivi di varie serie televisive fino ai primi anni '80. È tornata a recitare nel 2012, apparendo in numerose produzioni direct-to-video.

## Filmografia parziale

### Cinema
- Alice nel paese delle pornomeraviglie (Alice in Wonderland: an X-Rated Musical Comedy), regia di Bud Townsend (1976)
- 1964 - Allarme a N.Y. arrivano i Beatles! (I Wanna Hold Your Hand), regia di Robert Zemeckis (1978)
- Una strada chiamata domani (Bloodbrothers), regia di Robert Mulligan (1978)
- Ma che sei tutta matta? (The Main Event), regia di Howard Zieff (1979)
- Polpette (Meatballs), regia di Ivan Reitman (1979)
- Io, Willie e Phil (Willie & Phil), regia di Paul Mazursky (1980)
- Chi tocca il giallo muore (The Big Brawl), regia di Robert Clouse (1980)
- Omicidio a sorpresa (TAG: The Assassination Game), regia di Nick Castle (1982)
- Club Life, regia di Norman Thaddeus Vane (1987)
- A Talking Cat!?!, regia di David DeCoteau (2013)
- Samurai Cop 2: Deadly Vengeance, regia di Gregory Hatanaka (2015)

### Televisione
- Pepper Anderson - Agente speciale (Police Woman) – serie TV, un episodio (1978)
- Katie: la ragazza del paginone (Katie: Portrait of a Centerfold) – film TV (1978)
- Stagione d'amore (Suddenly, Love) – film TV (1978)
- CHiPs – serie TV, un episodio (1979)
- Life of the Party: The Story of Beatrice – film TV (1982)
- Il tempo della nostra vita (Days of Our Lives) – soap opera, 3 episodi (1983)
- L'incubo della porta accanto (The Wrong Man) – film TV (2017)
- Mai fidarsi di quel ragazzo (The Wrong Friend) – film TV (2018)
- Mai fidarsi di una bionda (The Wrong Mr. Right) – film TV (2021)